# Schwedische Eishockeymeisterschaft 1935
Die Saison 1935 war die 14. Austragung der schwedischen Eishockeymeisterschaft. Meister wurde zum insgesamt zweiten Mal in der Vereinsgeschichte AIK Solna.

## Meisterschaft

### Erste Runde
- Tranebergs IF – UoIF Matteuspojkarna 1:0
- IK Göta – BK Nordia 9:0
- Nacka SK – IF Johanniterpojkarna 2:0
- Södertälje SK – IFK Mariefred 1:0
- IK Hermes – Södertälje IF 8:1

### Viertelfinale
- Hammarby IF – Nacka SK 10:0
- Karlbergs BK – IK Göta 3:1
- AIK Solna – IK Hermes 1:0
- Tranebergs IF – Södertälje SK 1:0

### Halbfinale
- Hammarby IF – Karlbergs BK 8:0
- AIK Solna – Tranebergs IF 6:0

### Finale
- Hammarby IF – AIK Solna 1:2 n. V.